# Diagramă QAPF

Diagrama QAPF pentru clasificarea rocilor plutonice

O diagramă QAPF este o diagramă dublu ternară utilizată pentru a clasifica rocile magmatice pe baza mineralogiei lor. Acronimul QAPF înseamnă „cuarț, feldspat alcalin, plagioclaz⁠(d), feldspatoid (foid)⁠(d)”, care sunt cele patru grupe minerale utilizate pentru clasificare într-o diagramă QAPF. Procentajele (rapoartele) grupelor Q, A, P și F sunt normalizate, adică recalculate astfel încât suma lor să fie 100 %.

## Origine
Diagramele QAPF sunt create de Uniunea Internațională de Științe Geologice, Subcomisia pentru Sistematica Rocilor Magmatice,
așa cum au fost promovate de Albert Streckeisen (de unde și denumirea lor alternativă: diagrame Streckeisen). Geologii din întreaga lume folosesc diagramele pentru clasificarea rocilor magmatice, în special a rocilor plutonice⁠(d).

## Folosire
Diagramele QAPF sunt utilizate în principal pentru a clasifica rocile plutonice (roci faneritice, intruzive) și pot fi utilizate pentru a clasifica rocile vulcanice⁠(d) (roci afanitice, efuzive) dacă au fost determinate compozițiile mineralogice modale. Însă diagramele QAPF nu sunt utilizate pentru a clasifica rocile piroclastice⁠(d) sau rocile vulcanice dacă compozițiile mineralogice modale nu sunt determinate; acolo se utilizează în schimb clasificarea TAS (Total-Alcalii-Silice). TAS este utilizată și dacă roca vulcanică conține sticlă vulcanică (cum ar fi obsidianul).
Diagramele QAPF nu se utilizează dacă mineralele mafice⁠(d) reprezintă mai mult de 90 % din compoziția rocilor (de exemplu: peridotite și piroxenite⁠(d)). În loc se utilizează o diagramă triunghiulară alternativă; (vezi diagrama Streckeisen, dreapta jos.)
O denumire exactă poate fi dată numai dacă este stabilită compoziția mineralogică, care nu poate fi determinată pe teren.

## Citirea diagramei QAPF

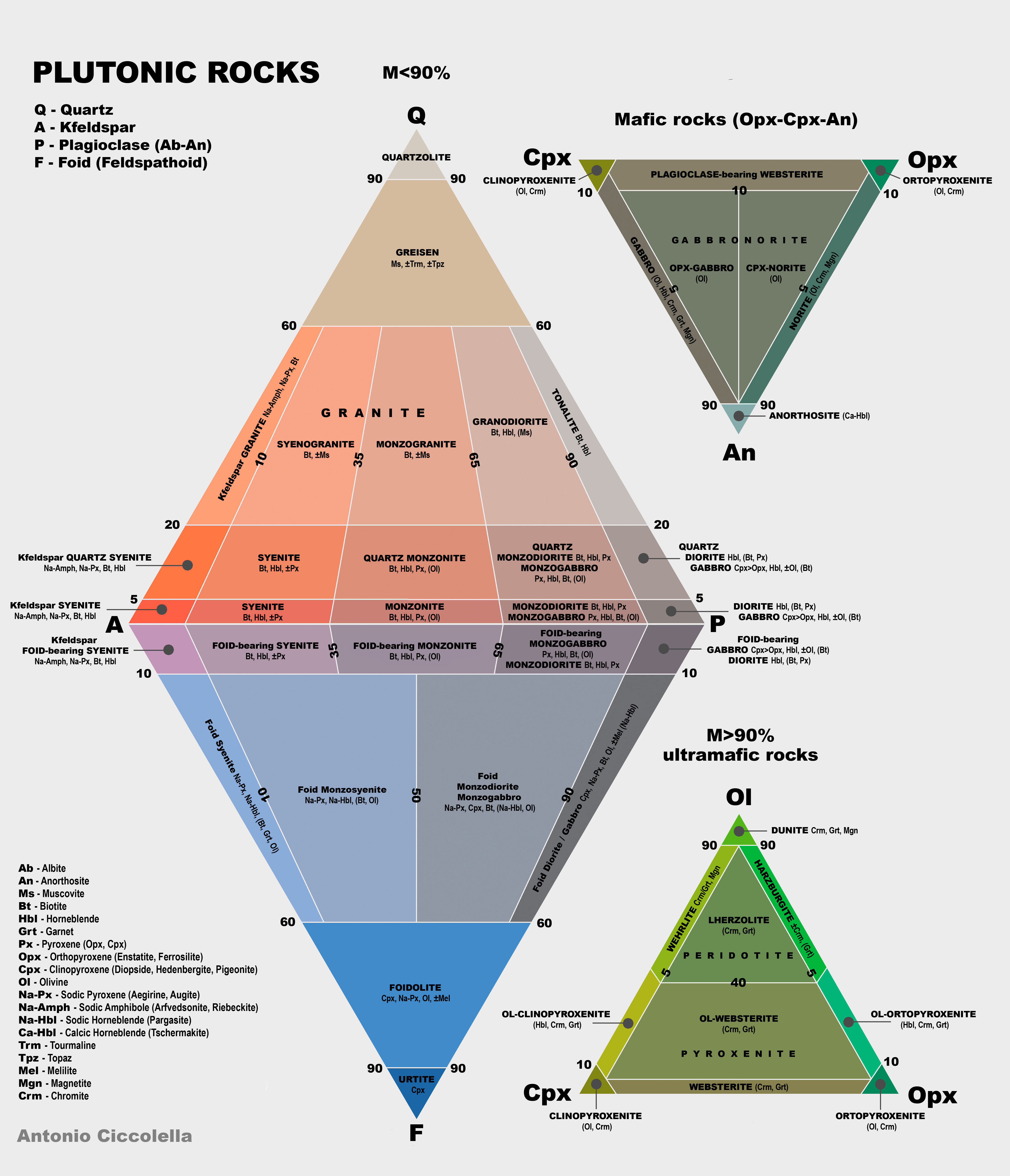
Diagrama QAPF pentru rocile plutonice, împreună cu diagrame triunghiulare pentru rocile plutonice mafice/ultramafice

Diagrama QAPF prezintă, spre utilizare, proporțiile (rapoartele) a patru minerale sau grupuri de minerale plutonice, care sunt: cuarț (Q), feldspat alcalin (A), feldspat plagioclaz (P) și feldspatoid (F).
Deoarece din cauza diferenței dintre conținuturile lor respective de silice grupările F și Q nu se pot forma simultan în rocile plutonice, diagrama QAPF este desenată ca două diagrame ternare care se exclud reciproc, adică QAP și FAP. Acestea sunt unite de-a lungul unei laturi astfel încât, între ele, fiecare dintre cele două diagrame ternare exclude fie mineralele din grupa Q, fie mineralele din grupa F. (În probe pot să apară și alte grupări minerale, dar acestea sunt ignorate în această metodă de clasificare.)
Pentru a folosi această metodă de clasificare, concentrațiile (modurile) celor patru grupe minerale trebuie determinate sau estimate și apoi normalizate la 100 %. Astfel, pentru o rocă identificată ca având, să zicem, 20 % mică, 30 % cuarț (Q), 30 % feldspat alcalin (A) și 20 % plagioclaz (P), mica este ignorată, iar rapoartele (proporțiile) normalizate ale grupelor Q, A și P sunt calculate drept 37,5 %, 37,5 % și 25 % = 100 %.
- adică (30 + 30 + 20 = 80; atunci 30/80 = 37,5 %, 30/80 = 37,5 % și 20/80 = 25 %; prin urmare 37,5 + 37,5 + 25 = 100 %). Dintre acestea, proporțiile relative (din nou) normalizate ale lui A și P sunt 37,5/62,5 = 60 % și 25/62,5 = 40 %. Roca poate fi acum reprezentată grafic pe diagramă prin găsirea unei linii orizontale reprezentând 37,5 % cuarț și apoi trasarea unui punct pe aceasta la 60 % din distanța dintre partea A și partea P. Pentru acest exemplu, roca poate fi clasificată drept monzogranit.

Iar o rocă plutonică care nu conține feldspatoizi (grupa F), nu conține feldspat alcalin (grupa A), dar conține feldspat plagioclaz (grupa P), mulți piroxeni (neetichetați într-o diagramă QAPF) și puține granule de cuarț (grupa Q) este probabil un gabro (vezi marginea dreaptă a diagramei Streckeisen, la partea P).
Această diagramă nu face nicio distincție între tipurile de roci aflate în aceeași poziție și clasificare pe graficul QAPF, ci între cele cu compoziții chimice volumice diferite în raport cu alte minerale, cum ar fi olivina, piroxenii, amfibolii sau micile. De exemplu, deoarece mineralele care nu sunt Q, A, P și F sunt ignorate, sistemul nu face distincție între gabro, diorit și anortozit⁠(d).
Diagrama QAPF nu este utilizată pentru toate rocile plutonice; rocile plutonice ultramafice⁠(d) sunt cele mai importante grupuri care au diagrame de clasificare separate (v. diagrama Streckeisen).